# Julie Depardieu
Julie Depardieu, född 18 juni 1973 i Paris, är en fransk skådespelerska, dotter till Gérard Depardieu och syster till Guillaume Depardieu.